# Каваий

Электропоезд серии E3 сети Синкансэн, украшенный покемонами

Каваий (яп. 可愛い), имеет варианты написания кавайи и каваии (рус. неолог. кава́й) — японское слово, означающее «милый», «прелестный», «хорошенький», «славный», «маленький», «крошечный» (ранее — «вызывающий жалость, желание пожалеть, приголубить»). В Японии этот термин обозначает эстетическую концепцию, которая подчёркивает невинность, детскость и ребячество и распространяется на все сферы японского общества. «Каваий» присутствует в японской поп-культуре, в сфере развлечений, моды, еды, игрушек, внешнего вида, манер поведения, личных привычек и так далее. Японцы используют «каваий» в самых разных сферах и ситуациях, даже когда в других культурах они могут считаться неуместно детскими или легкомысленными (например, в государственных публикациях, в деловой среде, в рекламе, в военной, строительной и транспортной сфере, офисной среде и т. д.). «Каваий» как эстетическая концепция может описывать любой субъект или объект, который индивидуум или общество в целом сочтёт милым. Например, это может быть: симпатичный почерк, персонажи из манги, аниме или такие, как Hello Kitty, дети или взрослые, демонстрирующие ребяческое, детское или наивное поведение. Ближайшим аналогом «каваии» является южнокорейский термин «эгё» (кор. 애교?, 愛嬌?), также его можно сравнить с китайским термином «сацзяо» (撒娇).

## Этимология

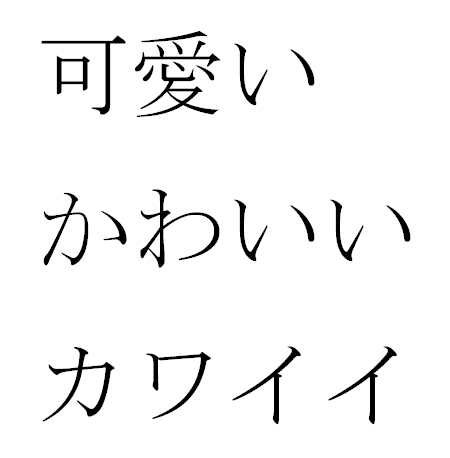
Написание слова каваии (сверху вниз): кандзи, хирагана и катакана

По предположению, происходит от стяжения древнего произношения «каваюй» или слова «каохаюси» (яп. 顔映ゆし) и является атэдзи, то есть произошло не от китайского слова «милый» (кит. трад. 可愛, упр. 可爱, пиньинь kě'ài, палл. кэай).
Слово «каваий» пишется двумя кандзи: 可, при чтении онъёми, читается как «ка» и означает «быть достойным чего-либо»; и 愛, при чтении онъёми, читается как «ай» и означает «любовь». Их соединение означает «хорошенький, милый, славный, прелестный, крошечный». При объединении двух кандзи чтение второго кандзи меняется на «вай», чтобы избежать фонетического эффекта произнесения двух «а» подряд (ка-ай), так как это не распространено в японском языке. Последний символ в слове, «-い» (-и) — это окончание предикативного прилагательного, одного из трёх классов японских прилагательных, наряду с полупредикативными, оканчивающимися на «-の» (-но) или «-な» (-на), и китайскими, оканчивающимися на «-的» (-тэки).
Также у термина «каваий» есть альтернативное, архаичное прочтение «каваюи». От этого слова происходят слова «кавайрасий» (可愛らしい), прилагательное, которое можно перевести как «миловидный», «хорошенький», «крошечный»; «кавайгару» (可愛がる), глагол, который переводится как «любить», «ласкать», «баловать», «быть ласковым с кем-либо» или «кавайгэ» (可愛げ), слово, которое означает «очарование невинного ребенка».
В старояпонском языке нежность описывалась термином «уцукуси» (愛し), который имеет то же значение, что и слово «каваий».

## История

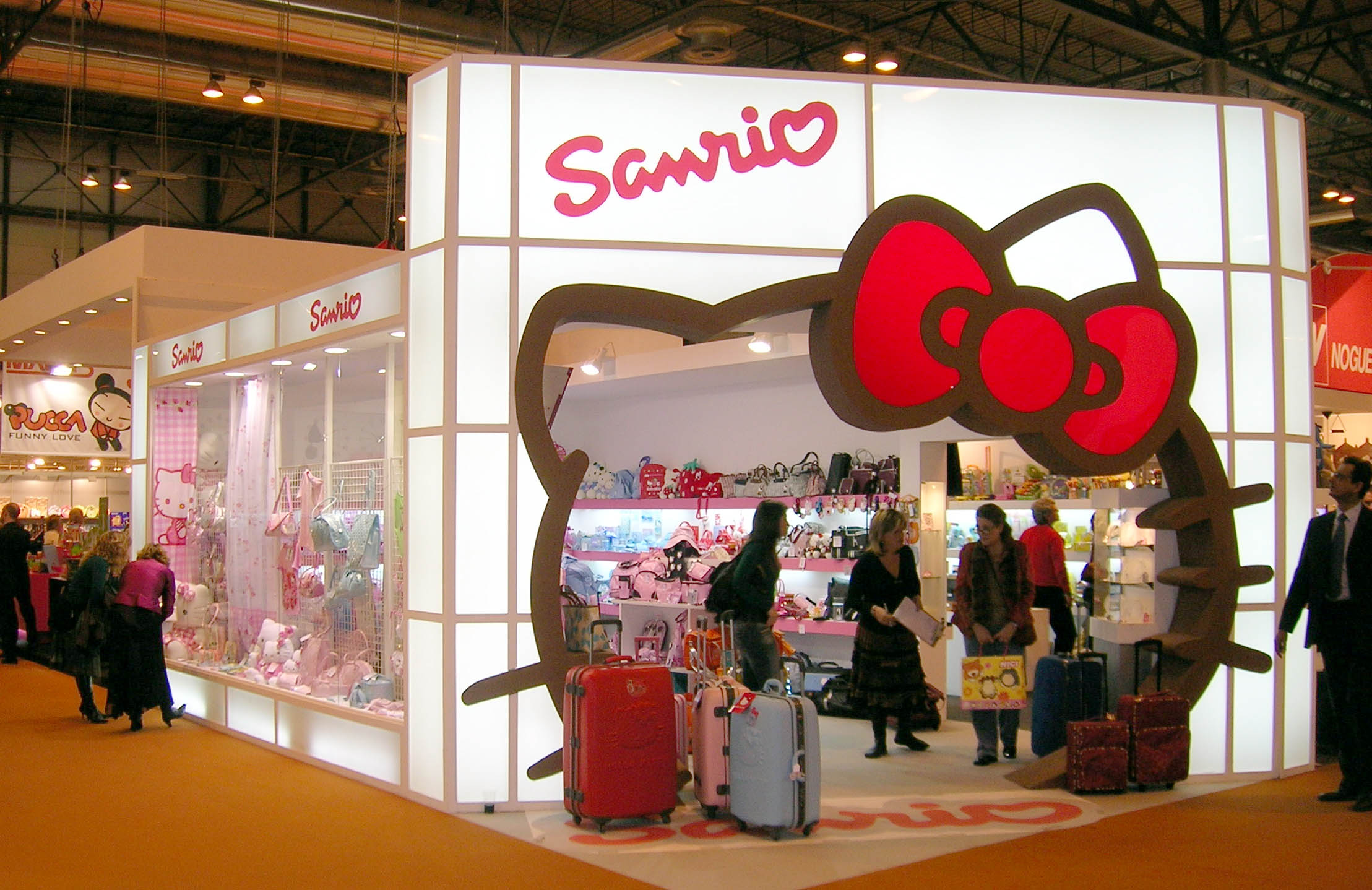
Павильон с товарами компании Sanrio в Мадриде. Hello Kitty стала иконой каваии в Японии и во многих странах мира

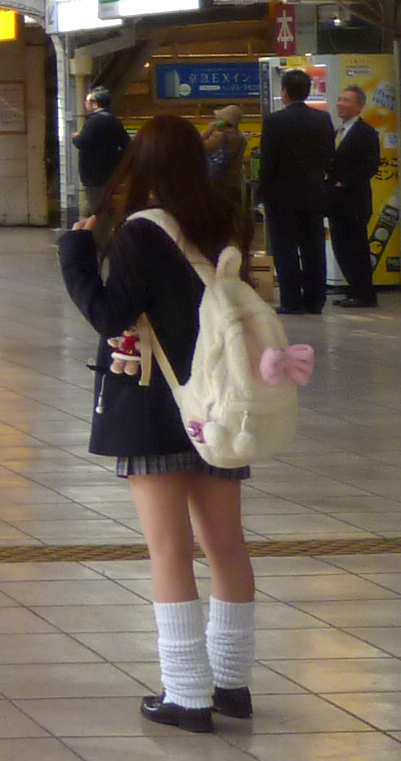
Девушка когяру, легко опознаётся по её укороченной юбке. Мягкая сумка и плюшевый мишка, которые она носит, являются частью эстетики каваии

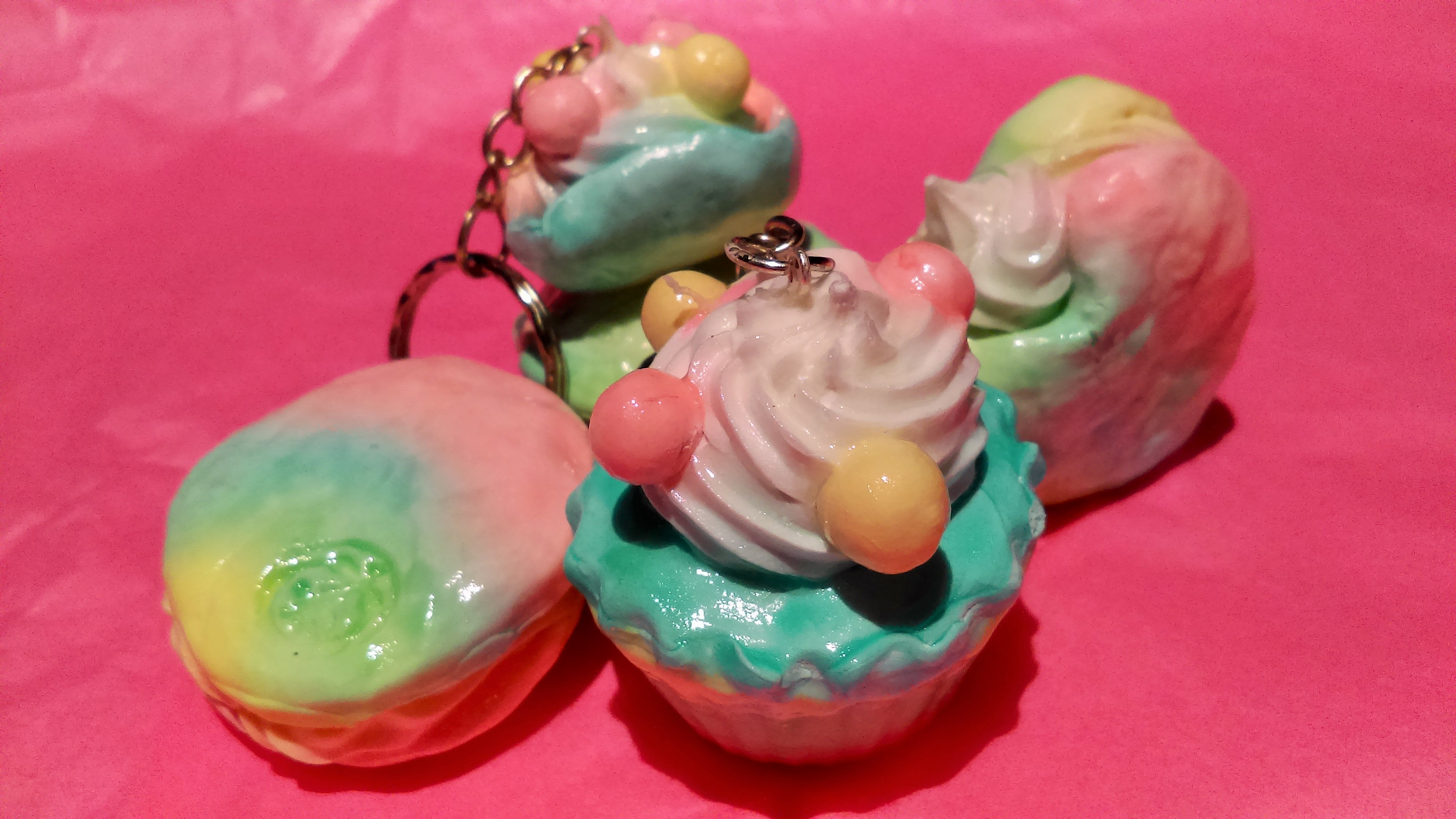
Кавайный брелок в виде разноцветной выпечки

Ранее термин «каваий» использовался только для описания нежности и ласковости ребёнка или животного, то есть объектов, которые считаются «подлинно каваий». Но в настоящее время использование данного термина распространилось на любые субъекты или объекты. Термин «каваий» как культурный феномен впервые появился в 1960-х годах с появлением игрушек в форме животных. Около 1967 года на японском рынке появилась кукла «Ликка-тян», симпатичная внешность которой привлекла внимание девочек.
С 1970-х годов прелесть стала едва ли не повсеместно почитаемым аспектом японской культуры, развлечений, одежды, еды, игрушек, а также внешнего вида, стиля поведения и манер. В результате слово «каваий» часто можно услышать в Японии; также оно встречается при обсуждении японских культурных явлений. Западные наблюдатели часто относятся к «каваий» с любопытством, так как японцы прибегают к такой эстетике, несмотря на пол, возраст, даже во множестве тех ситуаций, в которых это в западной культуре сочли бы неуместно инфантильным или легкомысленным (например, помимо прочего, в правительственных публикациях, коммунальных объявлениях и объявлениях о вербовке, в учреждениях, на пассажирских самолётах). Часто употребляется поклонниками манги и аниме. В аниме основными особенностями стиля «каваии» являются большие «светящиеся» глаза персонажей.
Популярность термина «каваий» среди взрослого населения Японии начала расти в 1980-х годах. Ранее социальная норма в Японии среди взрослых предписывала быть «зрелым» и активно действовать, ориентируясь на экономическую производительность страны. Когда Япония достигла пика этой цели, социальное давление, направленное на достижение «зрелости», перестало действовать. Именно женщины первыми стали использовали этот термин в ограниченном смысле для обозначения чего-либо прекрасного.
Взрослые стали чаще использовать «каваий» с появлением «намэнэко» в 1980-х годах: феномен, когда кошек изображали одетыми как хулиганы босодзоку (группы мотоциклистов, которые путешествуют по дорогам, игнорируя правила дорожного движения). Поскольку субкультура босодзоку считалась привлекательной для многих женщин, вместе с феноменом «намэнэко» это и породило общее чувство нежности и грации. Понемногу мужчины также начали использовать этот термин в аналогичной ситуации.
Приблизительно в 1983 и 1984 годах «каваий» начало получать большее признание. Женские журналы, а затем и мужские журналы были сосредоточены на освещении роли мужчины, который должен был взять на себя то, что хотел его партнёр. Это подразумевало, что человек должен был считать, что «каваии» важно. Молодые женщины в университетах и недавно принятые на работу женщины часто выражали себя в трёх популярных фразах: «Усо» (うそ! рус. Не может быть!), «Хонто» (ほんと? Правда?) и «Каваий» (かわいい!?). Их с юмором называли «сан-го-дзоку» (三語族? рус. Фанатики трёх слов). Это всё кончилось тем, что женский университет в Токио попытался запретить говорить эти фразы в кампусе.
Также в 1980-х годах появилась одна из главных икон «каваий»: персонаж Hello Kitty, принадлежащий компании Sanrio, это был маленький белый котёнок, который был первоначально создан в 1974 году и появлялся в различных продуктах для девочек с 1975 года, но имел мимолётную популярность вплоть до 1977 года. Основной причиной падения популярности было то, что он всегда появлялся в одной и той же позе: спереди, с телом с обеих сторон, ногами по бокам и обведёнными жирными линиями. Приблизительно в 1980 году он был заново воссоздан с изменением дизайна, который предложили девушки — основные клиенты. Он был нарисован без толстых линий, чтобы придать ему более гладкий вид, и его положение было разнообразным. Около 1985 года заново появившийся на свет персонаж Hello Kitty обнимал плюшевого мишку, что принесло большой успех Hello Kitty. В последующие годы клиенты требовали от котёнка более зрелой внешности, появилась чёрно-белая версия, свидетельствующая о том, что поклонники Hello Kitty оставались верными бренду, несмотря на время.
Благодаря опыту Hello Kitty «каваий» к концу 1980-х годов стал приобретать более значимый коммерческий оттенок. Компании начинают создавать продукты с дизайнами, которые обладают определённой степенью «кавайности». Неважно, что это за продукты, будь то игрушки, электроника или даже автомобили. Например, в 1987 году был запущен автомобиль Nissan Be-1, и он имел огромные продажи благодаря своей эстетике «каваий».
К 1990-м годам произошло интересное изменение: компании, представляющие продукты с эстетикой «каваий», исчерпали идеи, эстетика «каваий» начала развиваться в культуре отаку (поклонники манги, аниме, видеоигр и японской идол-музыки). Что касается отаку, то за всем, что считалось «каваий», последовала публика с теми же идеями. В культуре отаку она была переиначена и стала тем, под чем она сегодня понимается в японской поп-культуре.

## Распространение

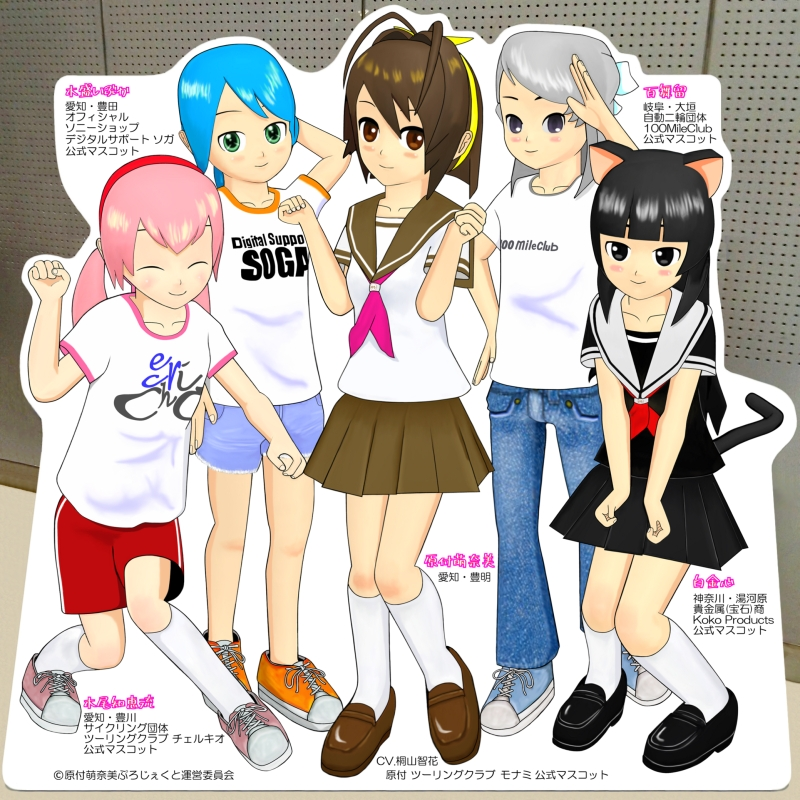
Пример японского коммерческого талисмана

Пикачу на борту самолёта All Nippon Airways

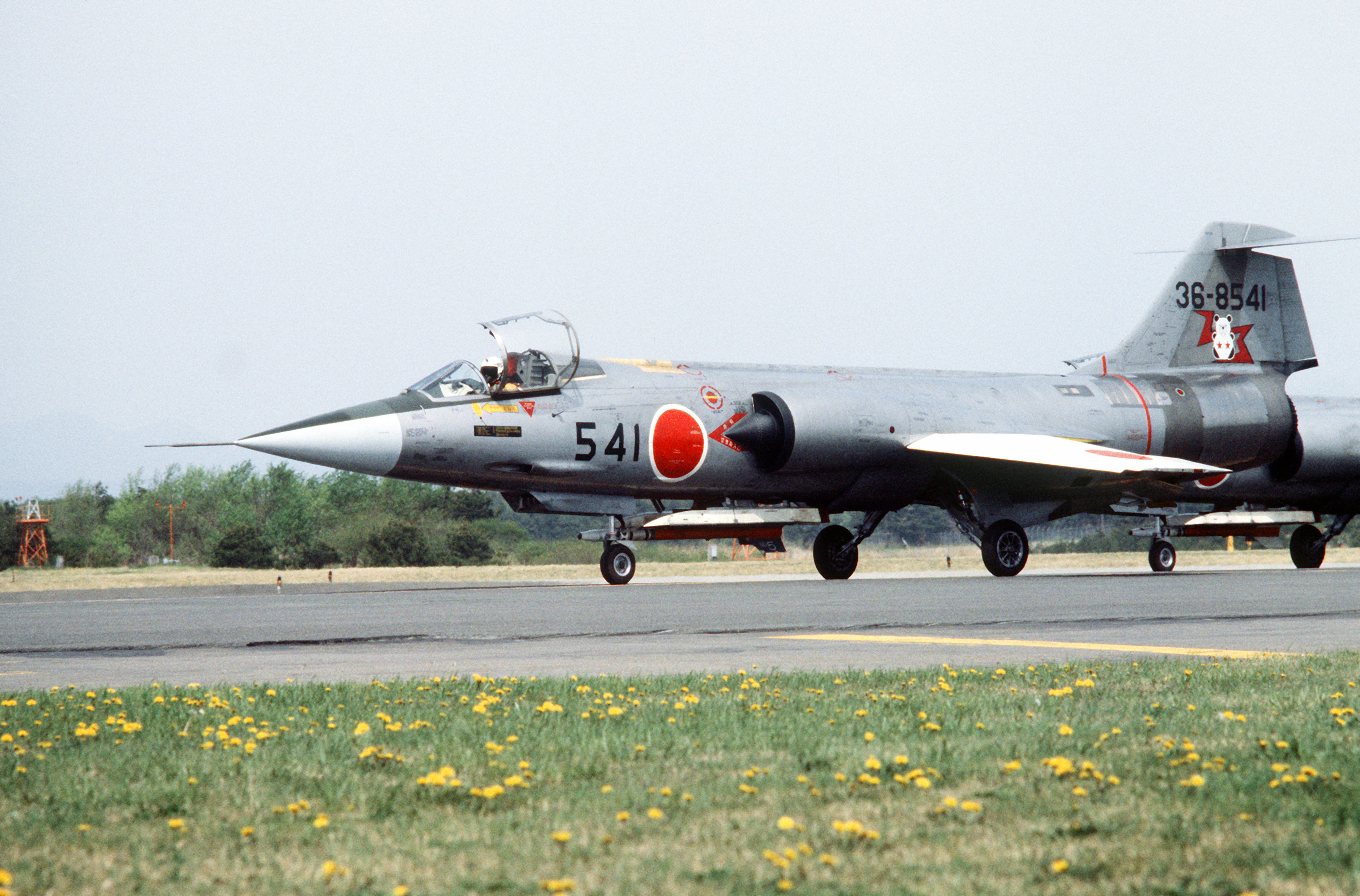
Эстетика каваии на хвосте японского истребителя F-104

Элементы «каваий» встречаются в Японии повсеместно, в крупных компаниях и в небольших магазинчиках, в правительстве страны и в муниципальных учреждениях. Взрослые, как и дети, спокойно читают мангу в общественном транспорте. Причина, по которой «каваий» элементы в Японии внедряются в окружающую среду, которая может причинять неудобства окружающим жителям, такую как строительные площадки, заключается в том, что «каваии» оказывает на людей успокаивающий эффект. Успешные японские поп-певцы и певицы гораздо менее сексуальны и эротичны, чем в западных странах, и вместо этого полагаются на «кавайную» детскую внешность. Множество компаний, больших и малых, использует прелестные талисманы (маскоты) для представления публике своих товаров и услуг.
Например:
- Пикачу, персонаж «Покемонов», украшает борта трёх пассажирских самолётов авиакомпании All Nippon Airways;
- Банк Асахи изображает Миффи, персонажа голландской серии детских книжек, на некоторых пластиковых картах;
- Все 47 префектур имеют прелестных персонажей-талисманов;
- Японская почтовая служба использует талисман в виде стилизованного почтового ящика;
- Каждое подразделение японской полиции имеет свои забавные талисманы, многие из которых украшают кобаны (полицейские будки).

Прелестная сувенирная продукция чрезвычайно популярна в Японии. Два крупнейших производителя такой продукции — Sanrio (производитель «Hello Kitty») и San-X. Товары с этими персонажами имеют большой успех в Японии как среди детей, так и среди взрослых.
«Каваий» также может использоваться для описания восприятия моды индивидуумом, обычно подразумевая одежду, кажущуюся (если не обращать внимания на размер) сделанной для детей, или одежду, подчёркивающую «кавайность» носителя одежды. Обычно (но не всегда) используются гофры и пастельные тона, в качестве аксессуаров часто используются игрушки или сумки, изображающие персонажей мультфильмов.

## Восприятие в Японии

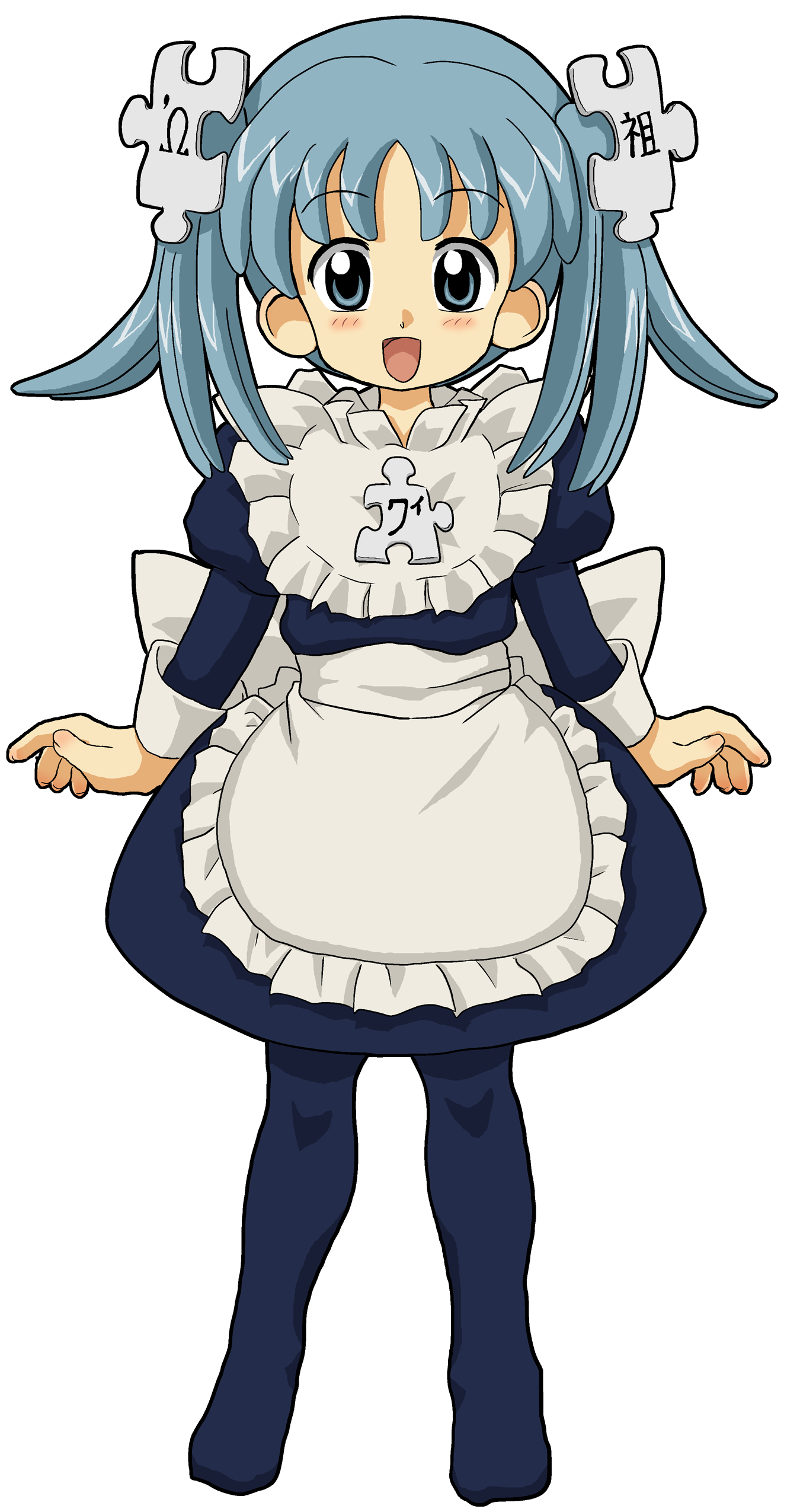
Википе-тан, олицетворение Википедии как персонажа моэ

Будучи культурным феноменом, концепция эстетики «каваий» была принята в Японии и стала частью японской культуры и японской национальной идентичности. Для японцев слово «каваий» — очень полезный термин, практическое слово, которое можно использовать в разных ситуациях, потому что его значение имеет множество применений: от выражения простого мнения до эстетических ценностей и, в свою очередь, от сочувствия человеку до пожелания ему удачи. Для японцев наивысшим приоритетом является поддержка баланса и гармонии в межличностных отношениях, и для достижения этой цели «каваии» является идеальным инструментом.
Томоёки Сугияма, автор книги «Cool Japan», считает, что истоки «каваий» лежат в почитающей гармонию японской культуре, а Нобоёси Курита, профессор социологии токийского Университета Мусаси, утверждает, что «каваий» — это «волшебное слово», охватывающее всё, что считают приятным и желанным. Каваий — это слово, которое не имеет логики и описывает только то, что можно считать «милым», и поэтому не вызывает никакого возражения. Любая другая оценка, которая придаёт субъекту или объекту чрезмерную актуальность или значимость (например, что-то «прекрасно» или кто-то «прекрасен»), может вызвать некоторое возражение или противоречие.
С другой стороны, консервативное японское меньшинство скептически относится к «каваий» и считает его признаком инфантильного склада ума. В частности, Хирото Мурасава, профессор красоты и культуры Женского университета Осака Сёин, утверждает, что «каваий» — это «образ мышления, порождающий нежелание отстаивать свою точку зрения <…> Индивидуум, решивший выделиться, терпит поражение». Встречается также критика одержимости и преувеличения «каваий», искажающих истинную природу вещей.

## Влияние на другие культуры
Слово «каваии» стало хорошо известным международным японизмом и часто используется поклонниками японской поп-культуры (включая любителей аниме и манги) в разных странах. Как пример, слово «каваий», является частью массовой англоязычной поп-культуры, войдя, например, в видеоклип Гвен Стефани «Harajuku Girls» и в список неологизмов, составленный студентами и выпускниками Райсовского университета города Хьюстона (США). В русскоязычной среде японизм «каваий» стал прародителем неологизма «кавай», более удобного для словоизменения (например, «кавайный», «кавайность», «о кавае»).
Себастьян Масуда, владелец 6 % DOKIDOKI и сторонник глобального влияния «каваий», переносит его с Харадзюку на западные рынки в своих магазинах и произведениях искусства. Основная идея этого японского дизайнера заключается в том, что «каваии» на самом деле спасает мир. Влияние на мировых рынках и в разных культурах достигается путём внедрения «каваий» с помощью современного искусства, аудио-, визуальных и письменных носителей и модных тенденций японской молодёжи, особенно школьниц.
Японский «каваий», по-видимому, притягивает к себе внимание и набирает популярность благодаря своей ассоциации с созданием культурной продукции и «милых» потребительских товаров. Это мышление преобладает на мировом рынке, порождая многочисленные переложения и интерпретации «каваий» в других культурах.
Распространение японской молодёжной моды и культуры «каваий» обычно связано с западным обществом и тенденциями, устанавливаемыми дизайнерами, заимствующими эстетику «каваий» из Японии. С появлением Китая, Южной Кореи и Сингапура в качестве экономических центров в Азии, товары эстетики «каваии» и популярность продукции сместились обратно на Восток. На этих азиатских рынках концепция «каваий» принимает различные формы и типы в зависимости от целевой аудитории.

### В Азии

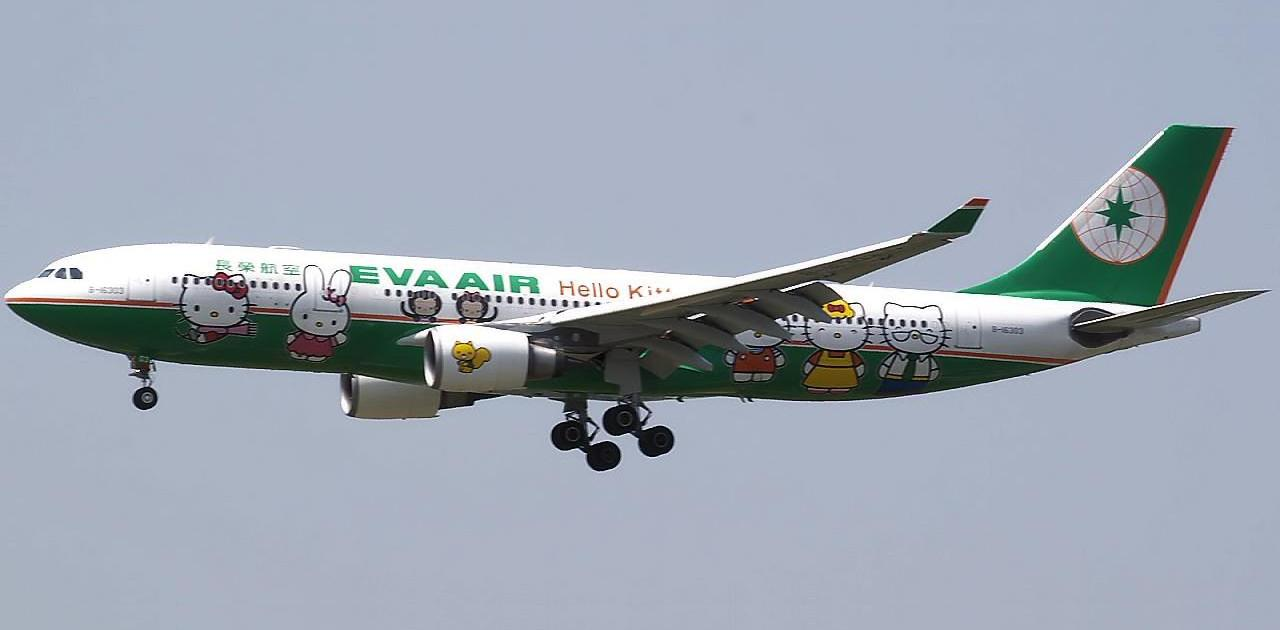
EVA Air Airbus A330 с ливреей Hello Kitty

Тайваньская культура, в частности правительство, подняло эстетику «каваий» на новый уровень общественного сознания. Введение куклы A-Bian было расценено как развитие символа, чтобы продвигать демократию и помочь в создании коллективного воображения и национальной идентичности для тайваньского народа. Куклы A-Bian — это «кавайные» фигуры известных личностей и политических фигур, которых используют как средство саморекламы и привлечения потенциальных голосов избирателей. Создание куклы A-Bian позволило сотрудникам тайваньского президента Чэнь Шуйбяня создать новую культуру, в которой имидж «кавайности» политического деятеля может быть использован для мобилизации поддержки и получения голосов на выборах.
Японская поп-культура «каваий» оказала влияние на сингапурскую молодёжь. Глобальный экспорт японской поп-культуры начался с середины 1980-х годов, когда Япония стала одной из ведущих мировых экономических держав. «Каваий» превратился из нескольких детских телевизионных шоу в сенсацию в Интернете. Японские СМИ используются в Сингапуре настолько широко, что молодёжь с большей вероятностью подражает моде своих японских кумиров, изучает японский язык и покупает товары, ориентированные на японский язык.
Азиатские страны (Китай, Гонконг, Южная Корея и Таиланд) либо производят «кавайные» товары для международного потребления, либо имеют веб-сайты, которые обслуживают культуру «каваий» как часть молодёжной культуры в своей стране. «Каваий» начал свою собственную жизнь, породив «каваий» сайты, «каваий» домашние страницы, «каваий» темы браузеров и, наконец, «каваий» страницы социальных сетей. В то время как Япония является источником и меккой всех «каваий» вещей, художники и компании по всему миру имитируют эстетику и культуру «каваий».
Со временем значение слова «каваий» расширилось, благодаря Интернету «каваий» стал ещё более популярен, появились «каваии»-движения.
Концепция и эстетика «каваий» получила глобальную популярность. Широкая популярность японской эстетики «каваий» часто объясняется тем, что она «культурно не имеет запаха». Устранение экзотики и национального брендинга помогло «каваии» охватить множество целевых аудиторий и каждую культуру, класс и гендерную группу. Характеристики «каваии» сделали его глобальным хитом, в результате чего имидж Японии в мире сместился от строгого и серьёзного сада камней к «культу милоты».
В 2014 году словарь английского языка Collins в Великобритании ввёл слово «каваий» в своё последнее издание, определив его как «японский художественный и культурный стиль, который подчёркивает качество привлекательности, используя яркие цвета и образы с детской внешностью».